# Томас Вудсток, герцог Глостер
Томас Вудсток (англ. Thomas of Woodstock; 7 января 1355, Вудстокский дворец, Оксфордшир — 8 сентября 1397, Кале) — 1-й граф Бекингем с 1377, 1-й граф Эссекс с 1380, 1-й герцог Глостер и 1-й герцог Албемарл с 1387, лорд Верховный констебль Англии с 1376, рыцарь ордена Подвязки с 1380 года, английский военачальник, активный участник Столетней войны, седьмой и последний сын Эдуарда III, короля Англии, и Филиппы Геннегау, дочери Гильома I, графа Эно.